# Triplostegia
 Triplostegia   é um gênero botânico pertencente a família das Dipsacaceae.

## Espécies
O gênero é composto por 8 espécies:
| - Triplostegia delavayi - Triplostegia epilobiifolia - Triplostegia glandulifera - Triplostegia glandulosa | - Triplostegia grandiflora - Triplostegia mairei - Triplostegia pinifolia - Triplostegia repens |